# 2016-os Dakar-rali
A 2016-os Dakar-rali a Dakar-rali történetének harminchetedik megmérettetése volt, s egyúttal a nyolcadik, melyet Dél-Amerikában tartottak. A verseny Argentína fővárosában, Buenos Airesben kezdődött január 2-án egy 11 km-es prológgal, amit 2005 óta először tartottak. Az első szakaszt azonban a rossz időjárás miatt törölni kellett.

## Útvonal
| #   | Dátum      | Rajt                | Cél                 |
| --- | ---------- | ------------------- | ------------------- |
| P   | január 2.  | Buenos Aires        | Rosario             |
| 1.  | január 3.  | Rosario             | Villa Carlos Paz    |
| 2.  | január 4.  | Villa Carlos Paz    | Termas de Río Hondo |
| 3.  | január 5.  | Termas de Río Hondo | Jujuy               |
| 4.  | január 6.  | Jujuy               | Jujuy               |
| 5.  | január 7.  | Jujuy               | Uyuni               |
| 6.  | január 8.  | Uyuni               | Uyuni               |
| 7.  | január 9.  | Uyuni               | Salta               |
| –   | január 10. | Salta               | Salta               |
| 8.  | január 11. | Salta               | Belén               |
| 9.  | január 12. | Belén               | Belén               |
| 10. | január 13. | Belén               | La Rioja            |
| 11. | január 14. | La Rioja            | San Juan            |
| 12. | január 15. | San Juan            | Villa Carlos Paz    |
| 13. | január 16. | Villa Carlos Paz    | Rosario             |

## Eredmények

### Prológ
|          | Motorok  | Motorok            | Motorok                                  | Motorok   | Motorok  |
| Helyezés | Rajtszám | Versenyző          | Csapat                                   | Gyártó    | Idő      |
| -------- | -------- | ------------------ | ---------------------------------------- | --------- | -------- |
| 1        | 6        | Joan Barreda Bort  | Team HRC                                 | Honda     | 00:06:27 |
| 2        | 8        | Ruben Faria        | Rockstar Energy Husqvarna Factory Racing | Husqvarna | +0:00    |
| 3        | 7        | Helder Rodrigues   | Yamalube Yamaha Official Rally Team      | Yamaha    | +0:03    |
| 4        | 42       | Adrien van Beveren | Yamalube Yamaha Junior Rally Team        | Yamaha    | +0:04    |
| 5        | 19       | Michael Metge      | Team HRC                                 | Honda     | +0:08    |

|          | Quadok   | Quadok               | Quadok                | Quadok | Quadok   |
| Helyezés | Rajtszám | Versenyző            | Csapat                | Gyártó | Idő      |
| -------- | -------- | -------------------- | --------------------- | ------ | -------- |
| 1        | 251      | Ignacio Casale       | XRaids Team           | Yamaha | 00:07:14 |
| 2        | 252      | Marcos Patronelli    | Yamaha Racing         | Yamaha | +0:05    |
| 3        | 272      | Pablo Copetti        | MX Devesa             | Yamaha | +0:07    |
| 4        | 253      | Alejandro Patronelli | Yamaha Racing         | Yamaha | +0:08    |
| 5        | 267      | Lucas Bonetto        | YPF Elaion Moto Rally | Honda  | +0:10    |

|          | Autók    | Autók                                | Autók              | Autók   | Autók    |
| Helyezés | Rajtszám | Versenyző                            | Csapat             | Gyártó  | Idő      |
| -------- | -------- | ------------------------------------ | ------------------ | ------- | -------- |
| 1        | 311      | Bernhard Ten Brinke Tom Colsoul      | Overdrive Toyota   | Toyota  | 00:06:08 |
| 2        | 303      | Carlos Sainz Lucas Cruz              | Team Peugeot Total | Peugeot | +0:03    |
| 3        | 320      | Xavier Pons Ricardo Adrian Torlaschi | DMAS South Racing  | Ford    | +0:04    |
| 4        | 300      | Nászer el-Attija Matthieu Baumel     | Axion X-Raid Team  | Mini    | +0:05    |
| 5        | 322      | Marek Dąbrowski Jacek Czachor        | Orlen Team         | Toyota  | +0:05    |

### 1. Szakasz
A szakaszt a heves esőzések miatt törölték

### 2. Szakasz
|          | Motorok  | Motorok          | Motorok                                  | Motorok   | Motorok |
| Helyezés | Rajtszám | Versenyző        | Csapat                                   | Gyártó    | Idő     |
| -------- | -------- | ---------------- | ---------------------------------------- | --------- | ------- |
| 1        | 3        | Toby Price       | Red Bull KTM Factory Team                | KTM       | 3:46:24 |
| 2        | 8        | Ruben Faria      | Rockstar Energy Husqvarna Factory Racing | Husqvarna | +1:20   |
| 3        | 20       | Alain Duclos     | Sherco TVS Rally Team                    | Sherco    | +1:51   |
| 4        | 14       | Matthias Walkner | Red Bull KTM Factory Team                | KTM       | +2:00   |
| 5        | 5        | Stefan Svitko    | Slovnaft Team                            | KTM       | +2:28   |

|          | Quadok   | Quadok                    | Quadok                  | Quadok | Quadok  |
| Helyezés | Rajtszám | Versenyző                 | Csapat                  | Gyártó | Idő     |
| -------- | -------- | ------------------------- | ----------------------- | ------ | ------- |
| 1        | 251      | Ignacio Casale            | XRaids Team             | Yamaha | 4:10:47 |
| 2        | 274      | Brian Baragwanath         | Team Rhide SA           | Yamaha | +3:49   |
| 3        | 292      | Marcelo Medeiros          | Taguatur Racing Team    | Yamaha | +4:11   |
| 4        | 253      | Alejandro Patronelli      | Yamaha Racing           | Yamaha | +4:58   |
| 5        | 254      | Jeremias Gonzalez Ferioli | Consultores de Empreras | Yamaha | +7:17   |

|          | Autók    | Autók                                  | Autók                            | Autók   | Autók   |
| Helyezés | Rajtszám | Versenyző                              | Csapat                           | Gyártó  | Idő     |
| -------- | -------- | -------------------------------------- | -------------------------------- | ------- | ------- |
| 1        | 314      | Sébastien Loeb Daniel Elena            | Team Peugeot Total               | Peugeot | 3:45:46 |
| 2        | 302      | Stéphane Peterhansel Jean Paul Cottret | Team Peugeot Total               | Peugeot | +2:23   |
| 3        | 301      | Giniel de Villiers Dirk von Zitzewitz  | Toyota Gazoo Racing South Africa | Toyota  | +3:01   |
| 4        | 315      | Mikko Hirvonen Michel Périn            | Axion X-Raid Team                | Mini    | +3:05   |
| 5        | 319      | Leeroy Poulter Robert Howie            | Toyota Gazoo Racing South Africa | Toyota  | +3:20   |

|          | Kamionok | Kamionok                                               | Kamionok                       | Kamionok | Kamionok |
| Helyezés | Rajtszám | Versenyző                                              | Csapat                         | Gyártó   | Idő      |
| -------- | -------- | ------------------------------------------------------ | ------------------------------ | -------- | -------- |
| 1        | 510      | Pieter Versluis Marcel Pronk Artur Klein               | Eurol/Veka MAN Rally Team      | MAN      | 4:19:06  |
| 2        | 506      | Hans Stacey Serge Bruynkens Jan van der Vaet           | Eurol/Veka MAN Rally Team      | MAN      | +1:12    |
| 3        | 513      | Federico Villagra Jorge Perez Companc Andres Memi      | La Gloriosa Team De Rooy Iveco | Iveco    | +1:56    |
| 4        | 501      | Gerard de Rooy Moises Torrallardona Darek Rodewald     | Petronas Team De Rooy Iveco    | Iveco    | +3:03    |
| 5        | 503      | Ales Loprais Ferran Marco Alcayna Bernard der Kinderen | Petronas Team Instaforex Iveco | Iveco    | +3:18    |

### 3. Szakasz
|          | Motorok  | Motorok           | Motorok                        | Motorok | Motorok |
| Helyezés | Rajtszám | Versenyző         | Csapat                         | Gyártó  | Idő     |
| -------- | -------- | ----------------- | ------------------------------ | ------- | ------- |
| 1        | 47       | Kevin Benavides   | Honda South America Rally Team | Honda   | 2:31:03 |
| 2        | 2        | Paulo Gonçalves   | Team HRC                       | Honda   | +0:26   |
| 3        | 49       | Antoine Meo       | Red Bull KTM Factory Team      | KTM     | +0:27   |
| 4        | 5        | Stefan Svitko     | Slovnaft Team                  | KTM     | +0:31   |
| 5        | 6        | Joan Barreda Bort | Team HRC                       | Honda   | +0:34   |

|          | Quadok   | Quadok            | Quadok                 | Quadok | Quadok  |
| Helyezés | Rajtszám | Versenyző         | Csapat                 | Gyártó | Idő     |
| -------- | -------- | ----------------- | ---------------------- | ------ | ------- |
| 1        | 274      | Brian Baragwanath | Team Rhide SA          | Yamaha | 2:42:35 |
| 2        | 251      | Ignacio Casale    | XRaids Team            | Yamaha | +1:04   |
| 3        | 267      | Lucas Bonetto     | YPF Elainon Moto Rally | Honda  | +4:37   |
| 4        | 292      | Marcelo Medeiros  | Taguatur Racing Team   | Yamaha | +4:39   |
| 5        | 250      | Rafał Sonik       | Orlen/Sonik Team       | Yamaha | +4:39   |

|          | Autók    | Autók                                 | Autók                            | Autók   | Autók |
| Helyezés | Rajtszám | Versenyző                             | Csapat                           | Gyártó  | Idő   |
| -------- | -------- | ------------------------------------- | -------------------------------- | ------- | ----- |
| 1        | 314      | Sébastien Loeb Daniel Elena           | Team Peugeot Total               | Peugeot | 2:09  |
| 2        | 300      | Nászer el-Attija Matthieu Baumel      | Axion X-Raid Team                | Mini    | +1:25 |
| 3        | 301      | Giniel de Villiers Dirk von Zitzewitz | Toyota Gezoo Racing South Africa | Toyota  | +2:02 |
| 4        | 303      | Carlos Sainz Lucas Cruz               | Team Peugeot Total               | Peugeot | +2:23 |
| 5        | 315      | Mikko Hirvonen Michel Périn           | Axion X-Raid Team                | Mini    | +2:49 |

|          | Kamionok | Kamionok                                          | Kamionok                       | Kamionok | Kamionok |
| Helyezés | Rajtszám | Versenyző                                         | Csapat                         | Gyártó   | Idő      |
| -------- | -------- | ------------------------------------------------- | ------------------------------ | -------- | -------- |
| 1        | 505      | Martin Kolomy David Kilian Rene Kilian            | Tatra Buggyra Racing           | Tatra    | 1:42:40  |
| 2        | 506      | Hans Stacey Serge Bruynkens Jan van der Vaet      | Eurol/Veka MAN Rally Team      | MAN      | +0:17    |
| 3        | 514      | Federico Villagra Jorge Perez Companc Andres Memi | La Gloriosa Team De Rooy Iveco | Iveco    | +0:54    |
| 4        | 510      | Pieter Versluis Marcel Pronk Artur Klein          | Eurol/Veka MAN Rally Team      | MAN      | +1:55    |
| 5        | 500      | Ajrat Margyejev Ajdar Beljaev Dmitrij Szvisztunov | Kamaz – Master                 | Kamaz    | +2:46    |

### 4. Szakasz
|          | Motorok  | Motorok           | Motorok                                  | Motorok   | Motorok |
| Helyezés | Rajtszám | Versenyző         | Csapat                                   | Gyártó    | Idő     |
| -------- | -------- | ----------------- | ---------------------------------------- | --------- | ------- |
| 1        | 2        | Paulo Gonçalves   | Team HRC                                 | Honda     | 3:49:29 |
| 2        | 47       | Kevin Benavides   | Honda South America Rally Team           | Honda     | +4:46   |
| 3        | 6        | Ruben Faria       | Rockstar Energy Husqvarna Factory Racing | Husqvarna | +5:26   |
| 4        | 5        | Joan Barreda Bort | Team HRC                                 | Honda     | +5:34   |
| 5        | 8        | Antoine Méo       | Red Bull KTM Factory Team                | KTM       | +6:44   |

|          | Quadok   | Quadok                 | Quadok                        | Quadok | Quadok  |
| Helyezés | Rajtszám | Versenyző              | Csapat                        | Gyártó | Idő     |
| -------- | -------- | ---------------------- | ----------------------------- | ------ | ------- |
| 1        | 278      | Juan Carlos Carignani  | Giordana-Carignani Dakar Team | Yamaha | 4:40:19 |
| 2        | 264      | Szergej Karjakin       | Airon Racing Team             | Yamaha | +0:10   |
| 3        | 297      | Enrique Umbert Okumura | Yamaha Racing Team Peru       | Yamaha | +4:02   |
| 4        | 272      | Pablo Copetti          | MX Devesa                     | Yamaha | +9:03   |
| 5        | 298      | Lucas Zaffi            | Mazzucco Can-Am Team          | Can-Am | +9:17   |

|          | Autók    | Autók                                  | Autók              | Autók   | Autók   |
| Helyezés | Rajtszám | Versenyző                              | Csapat             | Gyártó  | Idő     |
| -------- | -------- | -------------------------------------- | ------------------ | ------- | ------- |
| 1        | 302      | Stéphane Peterhansel Jean-Paul Cottret | Team Peugeot Total | Peugeot | 3:42:42 |
| 2        | 303      | Carlos Sainz Lucas Cruz                | Team Peugeot Total | Peugeot | +0:11   |
| 3        | 314      | Sébastien Loeb Daniel Elena            | Team Peugeot Total | Peugeot | +0:27   |
| 4        | 300      | Nászer el-Attija Matthieu Baumel       | Axion X-Raid Team  | Mini    | +4:57   |
| 5        | 321      | Cyril Despres David Castera            | Team Peugeot Total | Peugeot | +5:44   |

|          | Kamionok | Kamionok                                              | Kamionok                       | Kamionok | Kamionok |
| Helyezés | Rajtszám | Versenyző                                             | Csapat                         | Gyártó   | Idő      |
| -------- | -------- | ----------------------------------------------------- | ------------------------------ | -------- | -------- |
| 1        | 501      | Gerard de Rooy Moises Torrallardona Darek Rodewald    | Petronas Team De Rooy Iveco    | Iveco    | 3:58:16  |
| 2        | 510      | Pieter Versluis Marcel Pronk Artur Klein              | Eurol/Veka MAN Rally Team      | MAN      | +0:37    |
| 3        | 506      | Hans Stacey Serge Bruynkens Jan van der Vaet          | Eurol/Veka MAN Rally Team      | MAN      | +1:18    |
| 4        | 514      | Federico Villagra Jorge Perez Companc Andres Memi     | La Gloriosa Team De Rooy Iveco | Iveco    | +1:46    |
| 5        | 502      | Eduard Nyikolajev Jevgenyi Jakovlev Vlagyimir Ribakov | Kamaz – Master                 | Kamaz    | +3:32    |

### 5. Szakasz
|          | Motorok  | Motorok           | Motorok                               | Motorok   | Motorok |
| Helyezés | Rajtszám | Versenyző         | Csapat                                | Gyártó    | Idő     |
| -------- | -------- | ----------------- | ------------------------------------- | --------- | ------- |
| 1        | 3        | Toby Price        | Red Bull KTM Factory Team             | KTM       | 4:03:44 |
| 2        | 5        | Stefan Svitko     | Slovnaft Team                         | KTM       | +2:33   |
| 3        | 14       | Matthias Walkner  | Red Bull KTM Factory Team             | KTM       | +2:40   |
| 4        | 6        | Joan Barreda Bort | Team HRC                              | Honda     | +5:57   |
| 5        | 4        | Pablo Quintanilla | Rockstar Energy Husqvarna Racing Team | Husqvarna | +6:51   |

|          | Quadok   | Quadok               | Quadok                               | Quadok | Quadok  |
| Helyezés | Rajtszám | Versenyző            | Csapat                               | Gyártó | Idő     |
| -------- | -------- | -------------------- | ------------------------------------ | ------ | ------- |
| 1        | 265      | Alexis Hernandez     | Alexis Hernandez Racing              | Yamaha | 4:49:24 |
| 2        | 253      | Alejandro Patronelli | Yamaha Racing                        | Yamaha | +1:56   |
| 3        | 264      | Szergej Karjakin     | Airon Racing Team                    | Yamaha | +2:50   |
| 4        | 269      | Kees Koolen          | Maxxis Dakar Team Powered by Super B | Honda  | +3:20   |
| 5        | 256      | Walter Nosiglia      | Mecteam Nosiglia                     | Honda  | +5:32   |

|          | Autók    | Autók                                  | Autók                            | Autók   | Autók   |
| Helyezés | Rajtszám | Versenyző                              | Csapat                           | Gyártó  | Idő     |
| -------- | -------- | -------------------------------------- | -------------------------------- | ------- | ------- |
| 1        | 314      | Sébastien Loeb Daniel Elena            | Team Peugeot Total               | Peugeot | 3:32:34 |
| 2        | 303      | Carlos Sainz Lucas Cruz                | Team Peugeot Total               | Peugeot | +0:22   |
| 3        | 302      | Stéphane Peterhansel Jean-Paul Cottret | Team Peugeot Total               | Peugeot | +3:00   |
| 4        | 300      | Nászer el-Attija Matthieu Baumel       | Axion X-Raid Team                | Mini    | +3:07   |
| 5        | 319      | Leeroy Poulter Robert Howie            | Toyota Gazoo Racing South Africa | Toyota  | +6:07   |

|          | Kamionok | Kamionok                                              | Kamionok                       | Kamionok | Kamionok |
| Helyezés | Rajtszám | Versenyző                                             | Csapat                         | Gyártó   | Idő      |
| -------- | -------- | ----------------------------------------------------- | ------------------------------ | -------- | -------- |
| 1        | 502      | Eduard Nyikolajev Jevgenyi Jakovlev Vlagyimir Ribakov | Kamaz – Master                 | Kamaz    | 4:00:03  |
| 2        | 505      | Martin Kolomy David Kilian Artur Klein                | Tatra Buggyra Racing           | Tatra    | +2:32    |
| 3        | 514      | Ton van Genugten Anton van Limpt Peter van Eerd       | Petronas Team De Rooy Iveco    | Iveco    | +4:32    |
| 4        | 516      | Federico Villagra Jorge Perez Companc Andres Memi     | La Gloriosa Team De Rooy Iveco | Iveco    | +4:32    |
| 5        | 500      | Ajrat Margyejev Ajdar Beljaev Dmitrij Szvisztunov     | Kamaz – Master                 | Kamaz    | +5:58    |

### 6. Szakasz
|          | Motorok  | Motorok          | Motorok                             | Motorok | Motorok |
| Helyezés | Rajtszám | Versenyző        | Csapat                              | Gyártó  | Idő     |
| -------- | -------- | ---------------- | ----------------------------------- | ------- | ------- |
| 1        | 3        | Toby Price       | Red Bull KTM Factory Team           | KTM     | 5:51:48 |
| 2        | 14       | Matthias Walkner | Red Bull KTM Factory Team           | KTM     | +1:05   |
| 3        | 2        | Paulo Gonçalves  | Team HRC                            | Honda   | +1:12   |
| 4        | 5        | Stefan Svitko    | Slovnaft Team                       | Honda   | +4:44   |
| 5        | 7        | Helder Rodrigues | Yamalube Yamaha Official Rally Team | Yamaha  | +5:22   |

|          | Quadok   | Quadok                    | Quadok                  | Quadok | Quadok  |
| Helyezés | Rajtszám | Versenyző                 | Csapat                  | Gyártó | Idő     |
| -------- | -------- | ------------------------- | ----------------------- | ------ | ------- |
| 1        | 252      | Marcos Patronelli         | Yamaha Racing           | Yamaha | 6:53:39 |
| 2        | 253      | Alejandro Patronelli      | Yamaha Racing           | Yamaha | +6:39   |
| 3        | 264      | Szergej Karjakin          | Airon Racing Team       | Yamaha | +19:01  |
| 4        | 274      | Brian Baragwanath         | Team Rhide SA           | Yamaha | +19:21  |
| 5        | 254      | Jeremias Gonzalez Ferioli | Consultores de Empresas | Yamaha | +21:17  |

|          | Autók    | Autók                                  | Autók                            | Autók   | Autók   |
| Helyezés | Rajtszám | Versenyző                              | Csapat                           | Gyártó  | Idő     |
| -------- | -------- | -------------------------------------- | -------------------------------- | ------- | ------- |
| 1        | 302      | Stéphane Peterhansel Jean-Paul Cottret | Team Peugeot Total               | Peugeot | 5:01:07 |
| 2        | 303      | Carlos Sainz Lucas Cruz                | Team Peugeot Total               | Peugeot | +0:17   |
| 3        | 305      | Yazeed Al-Rajhi Timo Gottschalk        | Toyota Gazoo Racing South Africa | Toyota  | +7:19   |
| 4        | 314      | Sébastien Loeb Daniel Elena            | Team Peugeot Total               | Peugeot | +8:15   |
| 5        | 300      | Nászer el-Attija Matthieu Baumel       | Axion X-Raid Team                | Mini    | +8:51   |

|          | Kamionok | Kamionok                                              | Kamionok                    | Kamionok | Kamionok |
| Helyezés | Rajtszám | Versenyző                                             | Csapat                      | Gyártó   | Idő      |
| -------- | -------- | ----------------------------------------------------- | --------------------------- | -------- | -------- |
| 1        | 506      | Hans Stacey Serge Bruynkens Jan van der Vaet          | Eurol / Veka MAN Rally Team | MAN      | 2:55:35  |
| 2        | 501      | Gerard de Rooy Moises Torrallardona Darek Rodewald    | Petronas Team De Rooy Iveco | Iveco    | +0:07    |
| 3        | 510      | Pieter Versluis Marcel Pronk Artur Klein              | Eurol / Veka MAN Rally Team | MAN      | +1:15    |
| 4        | 502      | Eduard Nyikolajev Jevgenyi Jakovlev Vlagyimir Ribakov | Kamaz – Master              | Kamaz    | +2:11    |
| 5        | 508      | Dmitrij Szotnyikov Igor Devjatkin Ruszlan Akmadejev   | Kamaz – Master              | Kamaz    | +2:21    |

### 7. Szakasz
|          | Motorok  | Motorok         | Motorok                        | Motorok | Motorok |
| Helyezés | Rajtszám | Versenyző       | Csapat                         | Gyártó  | Idő     |
| -------- | -------- | --------------- | ------------------------------ | ------- | ------- |
| 1        | 47       | Antoine Méo     | Red Bull KTM Factory Team      | KTM     | 2:27:27 |
| 2        | 49       | Kevin Benavides | Honda South America Rally Team | Honda   | +1:53   |
| 3        | 2        | Paulo Gonçalves | Team HRC                       | Honda   | +1:56   |
| 4        | 19       | Michael Metge   | Team HRC                       | Honda   | +3:51   |
| 5        | 3        | Toby Price      | Red Bull KTM Factory Team      | KTM     | +4:33   |

|          | Quadok   | Quadok               | Quadok                | Quadok | Quadok  |
| Helyezés | Rajtszám | Versenyző            | Csapat                | Gyártó | Idő     |
| -------- | -------- | -------------------- | --------------------- | ------ | ------- |
| 1        | 267      | Lucas Bonetto        | YPF Elaion Moto Rally | Honda  | 2:58:30 |
| 2        | 264      | Szergej Karjakin     | Airon Racing Team     | Yamaha | +0:26   |
| 3        | 272      | Pablo Copetti        | MX Devesa             | Yamaha | +0:29   |
| 4        | 256      | Walter Nosiglia      | Mecteam Nosiglia      | Honda  | +0:54   |
| 5        | 253      | Alejandro Patronelli | Yamaha Racing         | Yamaha | +2:34   |

|          | Autók    | Autók                                  | Autók              | Autók   | Autók   |
| Helyezés | Rajtszám | Versenyző                              | Csapat             | Gyártó  | Idő     |
| -------- | -------- | -------------------------------------- | ------------------ | ------- | ------- |
| 1        | 303      | Carlos Sainz Lucas Cruz                | Team Peugeot Total | Peugeot | 3:19:03 |
| 2        | 314      | Sébastien Loeb Daniel Elena            | Team Peugeot Total | Peugeot | +0:38   |
| 3        | 300      | Nászer el-Attija Matthieu Baumel       | Axion X-Raid Team  | Mini    | +3:22   |
| 4        | 302      | Stéphane Peterhansel Jean-Paul Cottret | Team Peugeot Total | Peugeot | +3:27   |
| 5        | 315      | Mikko Hirvonen Michel Périn            | Axion X-Raid Team  | Mini    | +4:07   |

|          | Kamionok | Kamionok                                              | Kamionok                    | Kamionok | Kamionok |
| Helyezés | Rajtszám | Versenyző                                             | Csapat                      | Gyártó   | Idő      |
| -------- | -------- | ----------------------------------------------------- | --------------------------- | -------- | -------- |
| 1        | 502      | Eduard Nyikolajev Jevgenyi Jakovlev Vlagyimir Ribakov | Kamaz – Master              | Kamaz    | 3:54:31  |
| 2        | 500      | Ajrat Margyejev Ajdar Beljaev Dmitrij Szvisztunov     | Kamaz – Master              | Kamaz    | +0:58    |
| 3        | 510      | Pieter Versluis Marcel Pronk Artur Klein              | Eurol / Veka MAN Rally Team | MAN      | +1:17    |
| 4        | 501      | Gerard de Rooy Moises Torrallardona Darek Rodewald    | Petronas Team De Rooy Iveco | Iveco    | +2:11    |
| 5        | 504      | Andrej Karginov Andrej Mokejev Igor Leonov            | Kamaz – Master              | Kamaz    | +6:44    |

### 8. Szakasz
|          | Motorok  | Motorok           | Motorok                                  | Motorok   | Motorok |
| Helyezés | Rajtszám | Versenyző         | Csapat                                   | Gyártó    | Idő     |
| -------- | -------- | ----------------- | ---------------------------------------- | --------- | ------- |
| 1        | 3        | Toby Price        | Red Bull KTM Factory Team                | KTM       | 4:33:14 |
| 2        | 2        | Paulo Gonçalves   | Team HRC                                 | Honda     | +5:17   |
| 3        | 4        | Pablo Quintanilla | Rockstar Energy Husqvarna Factory Racing | Husqvarna | +6:32   |
| 4        | 5        | Stefan Svitko     | Slovnaft Team                            | KTM       | +8:02   |
| 5        | 47       | Kevin Benavides   | Honda South America Rally Team           | Honda     | +8:06   |

|          | Quadok   | Quadok               | Quadok                  | Quadok | Quadok  |
| Helyezés | Rajtszám | Versenyző            | Csapat                  | Gyártó | Idő     |
| -------- | -------- | -------------------- | ----------------------- | ------ | ------- |
| 1        | 252      | Marcos Patronelli    | Yamaha Racing           | Yamaha | 5:41:18 |
| 2        | 253      | Alejandro Patronelli | Yamaha Racing           | Yamaha | +5:42   |
| 3        | 265      | Alexis Hernandez     | Alexis Hernandez Racing | Yamaha | +9:17   |
| 4        | 267      | Lucas Bonetto        | YPF Elaion Moto Rally   | Honda  | +9:56   |
| 5        | 264      | Szergej Karjakin     | Airon Racing Team       | Yamaha | +16:41  |

|          | Autók    | Autók                                  | Autók              | Autók   | Autók   |
| Helyezés | Rajtszám | Versenyző                              | Csapat             | Gyártó  | Idő     |
| -------- | -------- | -------------------------------------- | ------------------ | ------- | ------- |
| 1        | 300      | Nászer el-Attija Matthieu Baumel       | Axion X-Raid Team  | Mini    | 4:12:23 |
| 2        | 303      | Carlos Sainz Lucas Cruz                | Team Peugeot Total | Peugeot | +0:12   |
| 3        | 302      | Stéphane Peterhansel Jean-Paul Cottret | Team Peugeot Total | Peugeot | +0:31   |
| 4        | 321      | Cyril Despres David Castera            | Team Peugeot Total | Peugeot | +4:40   |
| 5        | 315      | Mikko Hirvonen Michel Périn            | Axion X-Raid Team  | Mini    | +6:42   |

|          | Kamionok | Kamionok                                              | Kamionok                    | Kamionok | Kamionok |
| Helyezés | Rajtszám | Versenyző                                             | Csapat                      | Gyártó   | Idő      |
| -------- | -------- | ----------------------------------------------------- | --------------------------- | -------- | -------- |
| 1        | 501      | Gerard de Rooy Moises Torrallardona Darek Rodewald    | Petronas Team De Rooy Iveco | Iveco    | 4:41:59  |
| 2        | 502      | Eduard Nyikolajev Jevgenyi Jakovlev Vlagyimir Ribakov | Kamaz – Master              | Kamaz    | +2:35    |
| 3        | 504      | Andrej Karginov Andrej Mokejev Igor Leonov            | Kamaz – Master              | Kamaz    | +5:23    |
| 4        | 533      | Jaroslav Valtr Josef Kalina Jiri Stross               | Tatra Buggyra Racing        | Tatra    | +13:38   |
| 5        | 508      | Dmitrij Szotnyikov Igor Devjatkin Ruszlan Akmadejev   | Kamaz – Master              | Kamaz    | +13:47   |

### 9. Szakasz
|          | Motorok  | Motorok            | Motorok                           | Motorok | Motorok |
| Helyezés | Rajtszám | Versenyző          | Csapat                            | Gyártó  | Idő     |
| -------- | -------- | ------------------ | --------------------------------- | ------- | ------- |
| 1        | 3        | Toby Price         | Red Bull KTM Factory Team         | KTM     | 3:26:58 |
| 2        | 48       | Ricky Brabec       | Team HRC                          | Honda   | +12:29  |
| 3        | 49       | Antoine Méo        | Red Bull KTM Factory Team         | KTM     | +13:24  |
| 4        | 5        | Stefan Svitko      | Slovnaft Team                     | KTM     | +14:45  |
| 5        | 42       | Adrien van Beveren | Yamalube Yamaha Junior Rally Team | Yamaha  | +15:54  |

|          | Quadok   | Quadok               | Quadok                               | Quadok | Quadok  |
| Helyezés | Rajtszám | Versenyző            | Csapat                               | Gyártó | Idő     |
| -------- | -------- | -------------------- | ------------------------------------ | ------ | ------- |
| 1        | 272      | Pablo Copetti        | MX Devesa                            | Yamaha | 5:39:41 |
| 2        | 253      | Alejandro Patronelli | Yamaha Racing                        | Yamaha | +0:54   |
| 3        | 252      | Marcos Patronelli    | Yamaha Racing                        | Yamaha | +2:16   |
| 4        | 274      | Brian Baragwanath    | Team Rhide SA                        | Yamaha | +4:45   |
| 5        | 269      | Kees Koolen          | Maxxis Dakar Team Powered by Super B | Honda  | +6:23   |

|          | Autók    | Autók                                 | Autók                            | Autók   | Autók   |
| Helyezés | Rajtszám | Versenyző                             | Csapat                           | Gyártó  | Idő     |
| -------- | -------- | ------------------------------------- | -------------------------------- | ------- | ------- |
| 1        | 300      | Carlos Sainz Lucas Cruz               | Team Peugeot Total               | Peugeot | 2:35:31 |
| 2        | 303      | Erik van Loon Wouter Rosegaar         | Vanloon Racing                   | Mini    | +0:10   |
| 3        | 302      | Mikko Hirvonen Michel Périn           | Axion X-Raid Team                | Mini    | +0:17   |
| 4        | 321      | Giniel de Villiers Dirk von Zitzewitz | Toyota Gazoo Racing South Africa | Toyota  | +0:38   |
| 5        | 315      | Nászer el-Attija Matthieu Baumel      | Axion X-Raid Team                | Mini    | +2:04   |

|          | Kamionok | Kamionok                                              | Kamionok                       | Kamionok | Kamionok |
| Helyezés | Rajtszám | Versenyző                                             | Csapat                         | Gyártó   | Idő      |
| -------- | -------- | ----------------------------------------------------- | ------------------------------ | -------- | -------- |
| 1        | 501      | Gerard de Rooy Moises Torrallardona Darek Rodewald    | Petronas Team De Rooy Iveco    | Iveco    | 2:41:20  |
| 2        | 516      | Ton van Genugten Anton van Limpt Peter van Eerd       | Petronas Team De Rooy Iveco    | Iveco    | +3:59    |
| 3        | 504      | Andrej Karginov Andrej Mokejev Igor Leonov            | Kamaz – Master                 | Kamaz    | +16:04   |
| 4        | 514      | Federico Villagra Jorge Perez Companc Andres Memi     | La Gloriosa Team De Rooy Iveco | Iveco    | +16:45   |
| 5        | 502      | Eduard Nyikolajev Jevgenyi Jakovlev Vlagyimir Ribakov | Kamaz – Master                 | Kamaz    | +19:14   |

### 10. Szakasz
|          | Motorok  | Motorok         | Motorok                        | Motorok | Motorok |
| Helyezés | Rajtszám | Versenyző       | Csapat                         | Gyártó  | Idő     |
| -------- | -------- | --------------- | ------------------------------ | ------- | ------- |
| 1.       | 5        | Stefan Svitko   | Slovnaft Team                  | KTM     | 3:47:23 |
| 2.       | 47       | Kevin Benavides | Honda South America Rally Team | Honda   | +2:54   |
| 3.       | 3        | Toby Price      | Red Bull KTM Factory Team      | KTM     | +5:47   |
| 4.       | 2        | Paulo Gonçalves | Team HRC                       | Honda   | +6:01   |
| 5.       | 49       | Antoine Méo     | Red Bull KTM Factory Team      | KTM     | +7:43   |

|          | Quadok   | Quadok               | Quadok                | Quadok | Quadok  |
| Helyezés | Rajtszám | Versenyző            | Csapat                | Gyártó | Idő     |
| -------- | -------- | -------------------- | --------------------- | ------ | ------- |
| 1.       | 274      | Brian Baragwanath    | Team Rhide SA         | Yamaha | 4:53:30 |
| 2.       | 252      | Marcos Patronelli    | Yamaha Racing         | Yamaha | +0:29   |
| 3.       | 253      | Alejandro Patronelli | Yamaha Racing         | Yamaha | +1:17   |
| 4.       | 264      | Szergej Karjakin     | Airon Racing Team     | Yamaha | +17:42  |
| 5.       | 267      | Lucas Bonetto        | YPF Elaion Moto Rally | Honda  | +21:54  |

|          | Autók    | Autók                                  | Autók              | Autók   | Autók   |
| Helyezés | Rajtszám | Versenyző                              | Csapat             | Gyártó  | Idő     |
| -------- | -------- | -------------------------------------- | ------------------ | ------- | ------- |
| 1.       | 302      | Stéphane Peterhansel Jean-Paul Cottret | Team Peugeot Total | Peugeot | 3:58:32 |
| 2.       | 321      | Cyril Despres David Castera            | Team Peugeot Total | Peugeot | +5:40   |
| 3.       | 302      | Vlagyimir Vasiljev Konstantin Zsilcov  | G-Energy Team      | Toyota  | +12:56  |
| 4.       | 304      | Nani Roma Alex Haro Bravo              | Axion X-Raid Team  | Mini    | +14:33  |
| 5.       | 314      | Sébastien Loeb Daniel Elena            | Team Peugeot Total | Peugeot | +17:40  |

|          | Kamionok | Kamionok                                           | Kamionok                    | Kamionok | Kamionok |
| Helyezés | Rajtszám | Versenyző                                          | Csapat                      | Gyártó   | Idő      |
| -------- | -------- | -------------------------------------------------- | --------------------------- | -------- | -------- |
| 1.       | 529      | Pascal de Baar Martin Roesink Wouter de Graaff     | Mammoet Rallysport          | Renault  | 4:51:41  |
| 2.       | 501      | Gerard de Rooy Moises Torrallardona Darek Rodewald | Petronas Team De Rooy Iveco | Iveco    | +2:36    |
| 3.       | 500      | Ajrat Margyejev Ajdar Beljaev Dmitrij Szvisztunov  | Kamaz – Master              | Kamaz    | +26:06   |
| 4.       | 505      | Martin Kolomy David Kilian Rene Kilian             | Tatra Buggyra Racing        | Tatra    | +26:25   |
| 5.       | 506      | Hans Stacey Serge Bruynkens Jan van der Vaet       | Eurol / Veka MAN Rally Team | MAN      | +27:25   |

### 11. Szakasz
|          | Motorok  | Motorok            | Motorok                                | Motorok   | Motorok |
| Helyezés | Rajtszám | Versenyző          | Csapat                                 | Gyártó    | Idő     |
| -------- | -------- | ------------------ | -------------------------------------- | --------- | ------- |
| 1.       | 49       | Antoine Méo        | Red Bull KTM Factory Team              | KTM       | 5:19:08 |
| 2.       | 3        | Toby Price         | Red Bull KTM Factory Team              | KTM       | +0:18   |
| 3.       | 4        | Pablo Quintanilla  | Rockstar Energy Husqvarna Factory Team | Husqvarna | +2:48   |
| 4.       | 7        | Helder Rodrigues   | Yamalube Yamaha Official Rally Team    | Yamaha    | +6:02   |
| 5.       | 42       | Adrien van Beveren | Yamalube Yamaha Junior Rally Team      | Yamaha    | +12:09  |

|          | Quadok   | Quadok                    | Quadok                  | Quadok | Quadok  |
| Helyezés | Rajtszám | Versenyző                 | Csapat                  | Gyártó | Idő     |
| -------- | -------- | ------------------------- | ----------------------- | ------ | ------- |
| 1.       | 253      | Alejandro Patronelli      | Yamaha Racing           | Yamaha | 6:20:15 |
| 2.       | 274      | Brian Baragwanath         | Team Rhide SA           | Yamaha | +1:06   |
| 3.       | 252      | Marcos Patronelli         | Yamaha Racing           | Yamaha | +1:26   |
| 4.       | 264      | Szergej Karjakin          | Airon Racing Team       | Yamaha | +17:49  |
| 5.       | 254      | Jeremias Gonzalez Ferioli | Consultores de Empresas | Yamaha | +28:56  |

|          | Autók    | Autók                                  | Autók                            | Autók   | Autók   |
| Helyezés | Rajtszám | Versenyző                              | Csapat                           | Gyártó  | Idő     |
| -------- | -------- | -------------------------------------- | -------------------------------- | ------- | ------- |
| 1.       | 302      | Nászer el-Attija Matthieu Baumel       | Axion X-Raid Team                | Mini    | 4:49:16 |
| 2.       | 321      | Sébastien Loeb Daniel Elena            | Team Peugeot Total               | Peugeot | +5:52   |
| 3.       | 302      | Mikko Hirvonen Michel Périn            | Axion X-Raid Team                | Mini    | +7:01   |
| 4.       | 304      | Stéphane Peterhansel Jean-Paul Cottret | Team Peugeot Total               | Peugeot | +8:05   |
| 5.       | 314      | Yazeed Al-Rajhi Timo Gottschalk        | Toyota Gazoo Racing South Africa | Toyota  | +11:57  |

|          | Kamionok | Kamionok                                              | Kamionok                    | Kamionok | Kamionok |
| Helyezés | Rajtszám | Versenyző                                             | Csapat                      | Gyártó   | Idő      |
| -------- | -------- | ----------------------------------------------------- | --------------------------- | -------- | -------- |
| 1.       | 529      | Eduard Nyikolajev Jevgenyi Jakovlev Vlagyimir Ribakov | Kamaz – Master              | Kamaz    | 5:31:37  |
| 2.       | 510      | Pieter Versluis Marcel Pronk Artur Klein              | Eurol / Veka MAN Rally Team | Iveco    | +5:02    |
| 3.       | 500      | Ton van Genugten Anton van Limpt Peter van Eerd       | Petronas Team De Rooy Iveco | Iveco    | +5:36    |
| 4.       | 505      | Ajrat Margyejev Ajdar Beljaev Dmitrij Szvisztunov     | Kamaz – Master              | Kamaz    | +7:51    |
| 5.       | 506      | Dmitrij Szotnyikov Igor Devjatkin Ruszlan Akmadejev   | Kamaz – Master              | Kamaz    | +9:38    |

### 12. Szakasz
|          | Motorok  | Motorok            | Motorok                             | Motorok | Motorok |
| Helyezés | Rajtszám | Versenyző          | Csapat                              | Gyártó  | Idő     |
| -------- | -------- | ------------------ | ----------------------------------- | ------- | ------- |
| 1.       | 7        | Helder Rodrigues   | Yamalube Yamaha Official Rally Team | Yamaha  | 6:00:24 |
| 2.       | 3        | Toby Price         | Red Bull KTM Factory Team           | KTM     | +4:32   |
| 3.       | 47       | Kevin Benavides    | Honda South America Rally Team      | Honda   | +4:55   |
| 4.       | 5        | Stefan Svitko      | Slovnaft Team                       | KTM     | +6:48   |
| 5.       | 42       | Adrien van Beveren | Yamalube Yamaha Junior Rally Team   | Yamaha  | +7:28   |

|          | Quadok   | Quadok                    | Quadok                  | Quadok | Quadok  |
| Helyezés | Rajtszám | Versenyző                 | Csapat                  | Gyártó | Idő     |
| -------- | -------- | ------------------------- | ----------------------- | ------ | ------- |
| 1.       | 252      | Marcos Patronelli         | Yamaha Racing           | Yamaha | 6:48:46 |
| 2.       | 256      | Walter Nosiglia           | Mecteam Nosiglia        | Honda  | +0:09   |
| 3.       | 264      | Szergej Karjakin          | Airon Racing Team       | Yamaha | +0:49   |
| 4.       | 254      | Jeremias Gonzalez Ferioli | Consultores de Empresas | Yamaha | +3:47   |
| 5.       | 253      | Alejandro Patronelli      | Yamaha Racing           | Yamaha | +4:15   |

|          | Autók    | Autók                                 | Autók                            | Autók  | Autók   |
| Helyezés | Rajtszám | Versenyző                             | Csapat                           | Gyártó | Idő     |
| -------- | -------- | ------------------------------------- | -------------------------------- | ------ | ------- |
| 1.       | 315      | Mikko Hirvonen Michel Périn           | Axion X-Raid Team                | Mini   | 5:34:17 |
| 2.       | 300      | Nászer el-Attija Matthieu Baumel      | Axion X-Raid Team                | Mini   | +0:09   |
| 3.       | 319      | Leeroy Poulter Robert Howie           | Toyota Gazoo Racing South Africa | Toyota | +0:45   |
| 4.       | 301      | Giniel de Villiers Dirk von Zitzewitz | Toyota Gazoo Racing South Africa | Toyota | +0:57   |
| 5.       | 304      | Nani Roma Alex Haro Bravo             | Axion X-Raid Team                | Mini   | +3:09   |

|          | Kamionok | Kamionok                                           | Kamionok                       | Kamionok | Kamionok |
| Helyezés | Rajtszám | Versenyző                                          | Csapat                         | Gyártó   | Idő      |
| -------- | -------- | -------------------------------------------------- | ------------------------------ | -------- | -------- |
| 1.       | 510      | Pieter Versluis Marcel Pronk Artur Klein           | Eurol / Veka MAN Rally Team    | MAN      | 3:14:06  |
| 2.       | 514      | Federico Villagra Jorge Perez Companc Andres Memi  | La Gloriosa Team De Rooy Iveco | Iveco    | +3:14    |
| 3.       | 506      | Hans Stacey Serge Bruynkens Jan van der Vaet       | Eurol / Veka MAN Rally Team    | MAN      | +3:18    |
| 4.       | 533      | Jaroslav Valtr Josef Kalina Jiri Stross            | Tatra Buggyra Racing           | Tatra    | +5:01    |
| 5.       | 501      | Gerard de Rooy Moises Torrallardona Darek Rodewald | Petronas Team De Rooy Iveco    | Iveco    | +5:24    |

### 13. Szakasz
|          | Motorok  | Motorok           | Motorok                                  | Motorok   | Motorok |
| Helyezés | Rajtszám | Versenyző         | Csapat                                   | Gyártó    | Idő     |
| -------- | -------- | ----------------- | ---------------------------------------- | --------- | ------- |
| 1.       | 4        | Pablo Quintanilla | Rockstar Energy Husqvarna Factory Racing | Husqvarna | 1:51:27 |
| 2.       | 47       | Kevin Benavides   | Honda South America Rally Team           | Honda     | +1:41   |
| 3.       | 7        | Helder Rodrigues  | Yamalube Yamaha Official Rally Team      | Yamaha    | +2:37   |
| 4.       | 3        | Toby Price        | Red Bull KTM Factory Team                | KTM       | +4:22   |
| 5.       | 5        | Stefan Svitko     | Slovnaft Team                            | KTM       | +6:24   |

|          | Quadok   | Quadok                    | Quadok                        | Quadok | Quadok  |
| Helyezés | Rajtszám | Versenyző                 | Csapat                        | Gyártó | Idő     |
| -------- | -------- | ------------------------- | ----------------------------- | ------ | ------- |
| 1.       | 274      | Brian Baragwanath         | Team Rhide SA                 | Yamaha | 2:07:18 |
| 2.       | 268      | Giuliano Horacio Giordana | Giordana-Carignani Dakar Team | Yamaha | +7:44   |
| 3.       | 264      | Szergej Karjakin          | Airon Racing Team             | Yamaha | +7:55   |
| 4.       | 254      | Jeremias Gonzalez Ferioli | Consultores de Empresas       | Yamaha | +11:45  |
| 5.       | 256      | Walter Nosiglia           | Mecteam Nosiglia              | Honda  | +12:43  |

|          | Autók    | Autók                            | Autók                            | Autók   | Autók   |
| Helyezés | Rajtszám | Versenyző                        | Csapat                           | Gyártó  | Idő     |
| -------- | -------- | -------------------------------- | -------------------------------- | ------- | ------- |
| 1.       | 314      | Sébastien Loeb Daniel Elena      | Team Peugeot Total               | Peugeot | 1:46:51 |
| 2.       | 315      | Mikko Hirvonen Michel Périn      | Axion X-Raid Team                | Mini    | +1:13   |
| 3.       | 300      | Nászer el-Attija Matthieu Baumel | Axion X-Raid Team                | Mini    | +1:36   |
| 4.       | 321      | Cyril Despres David Castera      | Team Peugeot Total               | Peugeot | +1:36   |
| 5.       | 319      | Leeroy Poulter Robert Howie      | Toyota Gazoo Racing South Africa | Toyota  | +2:04   |

|          | Kamionok | Kamionok                                              | Kamionok                    | Kamionok | Kamionok |
| Helyezés | Rajtszám | Versenyző                                             | Csapat                      | Gyártó   | Idő      |
| -------- | -------- | ----------------------------------------------------- | --------------------------- | -------- | -------- |
| 1.       | 506      | Hans Stacey Serge Bruynkens Jan van der Vaet          | Eurol / Veka MAN Rally Team | MAN      | 2:06:08  |
| 2.       | 510      | Pieter Versluis Marcel Pronk Artur Klein              | Eurol / Veka MAN Rally Team | MAN      | +1:45    |
| 3.       | 502      | Eduard Nyikolajev Jevgenyi Jakovlev Vlagyimir Ribakov | Kamaz – Master              | Kamaz    | +2:08    |
| 4.       | 505      | Martin Kolomy David Kilian Rene Kilian                | Tatra Buggyra Racing        | Tatra    | +2:52    |
| 5.       | 500      | Ajrat Margyejev Ajdar Beljaev Dmitrij Szvisztunov     | Kamaz – Master              | Kamaz    | +3:13    |

## Végeredmény

### Motorosok
| Helyezés | Rajtszám | Versenyző           | Csapat                                   | Gyártó    | Idő      |
| -------- | -------- | ------------------- | ---------------------------------------- | --------- | -------- |
| 1.       | 3        | Toby Price          | Red Bull KTM Factory Team                | KTM       | 48:09:15 |
| 2.       | 5        | Stefan Svitko       | Slovnaft Team                            | KTM       | +39:41   |
| 3.       | 4        | Pablo Quintanilla   | Rockstar Energy Husqvarna Factory Racing | Husqvarna | +48:48   |
| 4.       | 47       | Kevin Benavides     | Honda South America Rally Team           | Honda     | +54:47   |
| 5.       | 7        | Helder Rodrigues    | Yamalube Yamaha Official Rally Team      | Yamaha    | +55:44   |
| 6.       | 42       | Adrien van Beveren  | Yamalube Yamaha Junior Rally Team        | Yamaha    | +1:46:29 |
| 7.       | 49       | Antoine Méo         | Red Bull KTM Factory Team                | KTM       | +1:56:47 |
| 8.       | 23       | Gerard Farres Guell | Himoinsa Racing Team                     | KTM       | +2:01:00 |
| 9.       | 48       | Ricky Brabec        | Team HRC                                 | Honda     | +2:11:27 |
| 10.      | 45       | Armand Monleon      | KTM Warsaw Rally Team                    | KTM       | +3:27:49 |

### Quadosok
| Helyezés | Rajtszám | Versenyző                       | Csapat                  | Gyártó | Idő      |
| -------- | -------- | ------------------------------- | ----------------------- | ------ | -------- |
| 1.       | 252      | Marcos Patronelli               | Yamaha Racing           | Yamaha | 58:47:41 |
| 2.       | 253      | Alejandro Patronelli            | Yamaha Racing           | Yamaha | +5:23    |
| 3.       | 274      | Brian Baragwanath               | Team Rhide SA           | Yamaha | +1:41:53 |
| 4.       | 264      | Szergej Karjakin                | Airon Racing Team       | Yamaha | +1:44:25 |
| 5.       | 254      | Jeremias Gonzalez Ferioli       | Consultores de Empresas | Yamaha | +2:02:08 |
| 6.       | 256      | Walter Nosiglia                 | Mecteam Nosiglia        | Honda  | +4:26:10 |
| 7.       | 257      | Nelson Augusto Sanabria Galeano | Sanabria Dakar Team     | Yamaha | +4:48:59 |
| 8.       | 265      | Alexis Hernandez                | Alexis Hernandez Racing | Yamaha | +6:33:44 |
| 9.       | 266      | Sebastian Palma                 | MPM XC                  | Yamaha | +8:15:33 |
| 10.      | 263      | Santiago Hansen                 | Mecteam Nosiglia        | Honda  | +8:41:23 |

### Autósok
| Helyezés | Rajtszám | Versenyző                              | Csapat                           | Gyártó  | Idő      |
| -------- | -------- | -------------------------------------- | -------------------------------- | ------- | -------- |
| 1.       | 302      | Stéphane Peterhansel Jean-Paul Cottret | Team Peugeot Total               | Peugeot | 45:22:10 |
| 2.       | 300      | Nászer el-Attija Matthieu Baumel       | Axion X-Raid Team                | Mini    | +34:58   |
| 3.       | 301      | Giniel de Villiers Dirk von Zitzewitz  | Toyota Gazoo Racing South Africa | Toyota  | +1:02:47 |
| 4.       | 315      | Mikko Hirvonen Michel Périn            | Axion X-Raid Team                | Mini    | +1:05:18 |
| 5.       | 319      | Leeroy Poulter Robert Howie            | Toyota Gazoo Racing South Africa | Toyota  | +1:30:43 |
| 6.       | 304      | Nani Roma Alex Haro Bravo              | Axion X-Raid Team                | Mini    | +1:46:01 |
| 7.       | 321      | Cyril Despres David Castera            | Team Peugeot Total               | Peugeot | +1:53:04 |
| 8.       | 307      | Vlagyimir Vasiljev Konstantin Zsilcov  | G-Energy Team                    | Toyota  | +2:01:45 |
| 9.       | 314      | Sébastien Loeb Daniel Elena            | Team Peugeot Total               | Peugeot | +2:22:09 |
| 10.      | 323      | Harry Hunt Andreas Schulz              | All 4 Racing Team                | Mini    | +3:11:30 |

### Kamionosok
| Helyezés | Rajtszám | Versenyző                                             | Csapat                      | Gyártó  | Idő      |
| -------- | -------- | ----------------------------------------------------- | --------------------------- | ------- | -------- |
| 1.       | 501      | Gerard de Rooy Moisès Torrallardona Darek Rodewald    | Petronas Team De Rooy Iveco | Iveco   | 44:42:03 |
| 2.       | 500      | Ajrat Margyejev Ajdar Beljaev Dmitrij Szvisztunov     | Kamaz – Master              | Kamaz   | +1:10:27 |
| 3.       | 514      | Federico Villagra Jorge Pérez Comoanc Andrés Memi     | La Gloriosa De Rooy Iveco   | Iveco   | +1:40:55 |
| 4.       | 506      | Hans Stacey Serge Bruynkens Jan van der Vaet          | Eurol / Veka MAN Rally Team | MAN     | +2:23:01 |
| 5.       | 516      | Ton van Genugten Anton van Limpt Peter van Eerd       | Petronas Team De Rooy Iveco | Iveco   | +2:30:59 |
| 6.       | 529      | Pascal de Baar Martin Roesink Wouter de Graaff        | Mammoet Rallysport          | Renault | +3:04:07 |
| 7.       | 502      | Eduard Nyikolajev Jevgenyi Jakovlev Vlagyimir Ribakov | Kamaz – Master              | Kamaz   | +3:39:23 |
| 8.       | 533      | Jaroslav Valtr Josef Kalina Jiří Štross               | Tatra Buggyra Racing        | Tatra   | +3:54:30 |
| 9.       | 510      | Pieter Versluis Marcel Pronk Artur Klein              | Eurol / Veka MAN Rally Team | MAN     | +3:57:52 |
| 10.      | 518      | Pep Vila Xavi Colomé Marc Torres                      | Petronas Team De Rooy Iveco | Iveco   | +4:55:04 |